# Beraubefahrzeug
Ein Beraubefahrzeug, auch Berauber genannt, ist eine mobile Arbeitsmaschine, die im Bergbau Untertage zum Bereißen der Firste eingesetzt wird.

## Allgemeines
Im Kali- und Steinsalzbergbau sowie im Erzbergbau werden häufig Strecken oder Kammern mit großer Höhe erstellt. Damit die Hohlraumkonturen dieser Grubenbaue erhalten bleiben, müssen sie in regelmäßigen Abständen nachgearbeitet werden. Aufgrund der großen Höhe ist diese Arbeit meistens manuell nicht machbar, deshalb werden Stöße und Firste mit einem Beraubefahrzeug bearbeitet. Diese Fahrzeuge werden aufgrund ihrer Bauhöhen speziell im Bergbau und im Tunnelbau eingesetzt.

## Aufbau und technische Ausführung
Beraubefahrzeuge bestehen aus einem Trägerfahrzeug und dem darauf montierten schwenkbaren Teleskopausleger. Es gibt sowohl radangetriebene als auch Raupenträgerfahrzeuge. Für den Beraubeeinsatz wurden zwei verschiedene Beraubefahrzeuge entwickelt und konstruiert, die sich durch die Arbeitsweise des Auslegers unterscheiden. Es gibt schälende und schlagende Berauber. Beim schlagenden Berauber sind am Kopf des Auslegers spezielle Hydraulikhämmer starr angeschlagen, beim schälenden Berauber ist am Kopf des Auslegers ein Schneidkopf (ähnlich einer Teilschnittmaschine) angeschlagen.
Die Trägerfahrzeuge sind mit leistungsstarken, für den Untertagebetrieb zugelassenen, luftgekühlten Dieselmotoren ausgerüstet und entsprechen dem neuesten Stand der Technik für den Untertagebetrieb. Hydraulikzylinder und Schläuche sind durch Bleche vor Beschädigung geschützt. Damit ein radangetriebenes Fahrzeug während der Arbeiten einen sicheren Stand auf der Fahrbahn hat, sind diese Fahrzeuge häufig mit einem Räumschild ausgestattet.
technische Ausstattung eines Trägerfahrzeuges mit Allradantrieb:
- hydrostatischer Fahrantrieb
- Achsblockierung
- hydrostatische Lenkung
- Allradantrieb
- Absicherung gegen hydraulische Überlastung
- Abgaswäsche
- knickgelenktes Trägerfahrzeug
- in den Achsen eingebaute hydraulische Lamellenbetriebsbremse
- Kabel- oder Funkfernbedienung aller Funktionen, außer Fahren

Quelle:
Der Fahrer sitzt in der Fahrerkabine weit und sicher von der Beraubestelle entfernt. Zum Schutz des Fahrers ist die Fahrerkabine gepanzert. Zusätzlich befinden sich Abweiser vor der Fahrerkabine, um abgeschälte oder abgerissene Löser von der Fahrerkabine wegzuführen. Vor den Scheiben befinden sich Schutzgitter, die so konstruiert sind, dass der Fahrer trotzdem gute Sichtverhältnisse hat. Der Fahrerplatz in modernen Fahrzeugen kann hydraulisch um 90° geschwenkt werden. Die Bedienung des Hammers erfolgt bei heutigen Beraubefahrzeugen mit schlagender Beraubung über einen Fußtaster oder über einen Joystick.

## Arbeitsweise
Es gibt Beraubefahrzeuge, die in gewisser Weise statisch arbeiten und durch vorsichtiges Heranfahren, Teleskopieren und Zangenbewegungen ablösen. Allerdings ist diese Arbeitsweise, die mit der pickenden Beraubung mittels Hydraulikhammers vergleichbar ist, sehr zeitraubend. 
Moderne Beraubefahrzeuge erbringen eine bis zu fünfundzwanzigfach höhere Beraubeleistung als diese statischen Beraubefahrzeuge. Sie können mit einem pflugartigen, hydraulischen Schiebeschild ausgerüstet werden, durch welches die Fahrtstrecke beim Vorwärtsberaubevorgang freigeräumt wird. Dies erhöht die Beraubeleistung und senkt den Verschleiß der Maschine.
Der Beraubearm lässt sich – je nach Beraubehöhe – in einem Winkel von 35° bis 40° aufstellen. Der Beraubezahn wird mit einer Anpresskraft von bis zu 100 kN an die Firste bzw. die seitlichen Zähne an den Stoß gepresst. Anschließend werden im 1. Gang die losen Gesteinsbrocken und die größeren Löser heruntergerissen. Besonders feste Platten oder Löser werden durch eine Wiederholung des Vorganges aggressiver bearbeitet.